# Mikuláš Moyzes
Mikuláš Moyzes (ur. 6 grudnia 1872 w Zvolenskej Slatine, zm. 2 kwietnia 1944 w Preszowie) – słowacki kompozytor.

## Życiorys
Studiował w akademii muzycznej w Budapeszcie. Od 1908 roku mieszkał w Preszowie, gdzie pracował jako nauczyciel. Działał także jako organista. Był jednym z pierwszych badaczy słowackiego folkloru muzycznego, przygotowywał aranżacje pieśni ludowych.

## Ważniejsze dzieła
(na podstawie materiałów źródłowych)

### Utwory orkiestrowe
- 2 suity orkiestrowe (1931, 1935)
- Malá vrchovská symfónia (1937)
- Naše Slovensko (1938)
- Uwertura festiwalowa (1938)

### Utwory kameralne
- 4 kwartety smyczkowe (I 1926, II 1929, III 1932, IV 1943)
- Sekstet na instrumenty dęte (1934)

### Utwory chóralne
- Missa solemnis (1906)
- Msza (1929)

### Melodramy
- Siroty (1921)
- Lesná panna (1922)
- Čertová rieka (1940)